# Verein für Leibesübungen Bochum 1848 2017-2018
Questa voce raccoglie le informazioni riguardanti lo  Verein für Leibesübungen Bochum 1848  nelle competizioni ufficiali della stagione calcistica 2017-2018.

## Stagione
Nella stagione 2017-2018 il Bochum, allenato da Robin Dutt, concluse il campionato di 2. Bundesliga al 6º posto. In coppa di Germania il Bochum fu eliminato al secondo turno dal Paderborn.

## Rosa
| N. |                     | Ruolo | Calciatore       |
| -- | ------------------- | ----- | ---------------- |
| 32 | Germania (bandiera) | P     | Felix Dornebusch |
| 30 | Germania (bandiera) | P     | Martin Kompalla  |
| 38 | Germania (bandiera) | P     | Florian Kraft    |
| 1  | Germania (bandiera) | P     | Manuel Riemann   |
| 31 | Germania (bandiera) | D     | Tom Baack        |
| 25 | Germania (bandiera) | D     | Jannik Bandowski |
| 21 | Germania (bandiera) | D     | Stefano Celozzi  |
| 3  | Brasile (bandiera)  | D     | Danilo Soares    |
| 19 | Germania (bandiera) | D     | Patrick Fabian   |
| 18 | Germania (bandiera) | D     | Jan Gyamerah     |
| 6  | Germania (bandiera) | D     | Luke Hemmerich   |
| 29 | Germania (bandiera) | D     | Maxim Leitsch    |
| 4  | Germania (bandiera) | D     | Simon Lorenz     |
| 24 | Germania (bandiera) | D     | Timo Perthel     |
| 28 | Germania (bandiera) | C     | Ulrich Bapoh     |

| N. |                      | Ruolo | Calciatore       |
| -- | -------------------- | ----- | ---------------- |
| 10 | Germania (bandiera)  | C     | Thomas Eisfeld   |
| 2  | Germania (bandiera)  | C     | Tim Hoogland     |
| 20 | Germania (bandiera)  | C     | Vitaly Janelt    |
| 17 | Australia (bandiera) | C     | Robbie Kruse     |
| 8  | Francia (bandiera)   | C     | Anthony Losilla  |
| 14 | Germania (bandiera)  | C     | Philipp Ochs     |
| 26 | Germania (bandiera)  | C     | Görkem Sağlam    |
| 13 | Germania (bandiera)  | C     | Sidney Sam       |
| 22 | Austria (bandiera)   | C     | Kevin Stöger     |
| 23 | Germania (bandiera)  | C     | Robert Tesche    |
| 37 | Germania (bandiera)  | C     | Julian Tomas     |
| 7  | Turchia (bandiera)   | A     | Selim Gündüz     |
| 16 | Austria (bandiera)   | A     | Lukas Hinterseer |
| 11 | Germania (bandiera)  | A     | Janni-Luca Serra |
| 9  | Germania (bandiera)  | A     | Johannes Wurtz   |

## Organigramma societario
Area tecnica
- Allenatore: Robin Dutt
- Allenatore in seconda: Heiko Butscher, Vincent Wagner
- Preparatore dei portieri: Peter Greiber
- Preparatori atletici: Jörn Menger, Stefan Bienioßek, Frank Zöllner

## Risultati

### 2. Bundesliga

#### Girone di andata
| Arbitro: | Dankert |

|  |           |               |
|  | Marcatori | 65’ Buchtmann |

| Arbitro: | Petersen |

|            |           |               |
| Tashchy 7’ | Marcatori | 47’ Bandowski |

| Arbitro: | Schlager |

|                                 |           |  |
| Voglsammer 22’ Kerschbaumer 35’ | Marcatori |  |

| Arbitro: | Steinhaus |

|                                         |           |                      |
| Bastians 16’, 27’ (rig.) Hinterseer 88’ | Marcatori | 11’ Heise 77’ Aosman |

| Arbitro: | Kempkes |

|          |           |                           |
| Sulu 24’ | Marcatori | 81’ Diamantakos 86’ Kruse |

| Arbitro: | Koslowski |

|           |           |                        |
| Kruse 13’ | Marcatori | 16’ Glatzel 73’ Wittek |

| Arbitro: | Heft |

|                                 |           |                        |
| Löwen 28’ Behrens 52’ Ishak 86’ | Marcatori | 14’ (rig.) Diamantakos |

| Arbitro: | Schlager |

|                        |           |  |
| Bastians 24’ Kruse 27’ | Marcatori |  |

| Arbitro: | Alt |

|                                            |           |  |
| Riemann 22’ (aut.) Czichos 42’ Drexler 68’ | Marcatori |  |

| Arbitro: | Dietz |

|                           |           |  |
| Hinterseer 12’ Stöger 72’ | Marcatori |  |

| Arbitro: | Thomsen |

|             |           |  |
| Yıldırım 7’ | Marcatori |  |

| Bochum 30 ottobre 2017, ore 20:30 12ª giornata | Bochum | 0 – 0 referto | Fortuna Düsseldorf | Vonovia Ruhrstadion (27.599 spett.)\| Arbitro: \| Cortus \| |
| Arbitro:                                       | Cortus |               |                    |                                                             |

| Kaiserslautern 3 novembre 2017, ore 18:30 13ª giornata | Kaiserslautern | 0 – 0 referto | Bochum | Fritz-Walter-Stadion (19.086 spett.)\| Arbitro: \| Sather \| |
| Arbitro:                                               | Sather         |               |        |                                                              |

| Arbitro: | Winkmann |

|                |           |              |
| Hinterseer 17’ | Marcatori | 7’ Caligiuri |

| Arbitro: | Schröder |

|             |           |              |
| Fandrich 4’ | Marcatori | 39’ Bastians |

| Arbitro: | Jöllenbeck |

|                           |           |           |
| Stöger 40’ Hinterseer 87’ | Marcatori | 4’ Polter |

| Arbitro: | Thomsen |

|  |           |          |
|  | Marcatori | 7’ Kruse |

#### Girone di ritorno
| Arbitro: | Steinhaus |

|                           |           |                |
| Sobiech 34’ Schneider 49’ | Marcatori | 75’ Hinterseer |

| Arbitro: | Cortus |

|  |           |                                 |
|  | Marcatori | 40’ Il'jučenko 45’ (rig.) Wolze |

| Arbitro: | Hartmann |

|  |           |              |
|  | Marcatori | 68’ Hartherz |

| Arbitro: | Dietz |

|                          |           |  |
| Röser 2’ (rig.) Koné 89’ | Marcatori |  |

| Arbitro: | Rohde |

|                                   |           |              |
| Hinterseer 66’ Holland 69’ (aut.) | Marcatori | 61’ Brégerie |

| Arbitro: | Kempter |

|             |           |  |
| Verhoek 23’ | Marcatori |  |

| Bochum 25 febbraio 2018, ore 13:30 24ª giornata | Bochum    | 0 – 0 referto | Norimberga | Vonovia Ruhrstadion (14.016 spett.)\| Arbitro: \| Koslowski \| |
| Arbitro:                                        | Koslowski |               |            |                                                                |

| Arbitro: | Stieler |

|  |           |            |
|  | Marcatori | 32’ Tesche |

| Arbitro: | Badstübner |

|           |           |             |
| Stöger 8’ | Marcatori | 61’ Ducksch |

| Arbitro: | Dietz |

|                           |           |                          |
| Stiefler 18’ Gíslason 24’ | Marcatori | 26’, 56’, 64’ Hinterseer |

| Arbitro: | Welz |

|                     |           |  |
| Hinterseer 24’, 82’ | Marcatori |  |

| Arbitro: | Zwayer |

|                     |           |                       |
| Hennings 80’ (rig.) | Marcatori | 70’ Eisfeld 75’ Kruse |

| Arbitro: | Dankert |

|                                            |           |                       |
| Hinterseer 18’ Osawe 27’ (aut.) Stöger 81’ | Marcatori | 7’ Altıntop 48’ Vučur |

| Arbitro: | Kempter |

|            |           |                |
| Dursun 27’ | Marcatori | 82’ Hinterseer |

| Arbitro: | Schlager |

|               |           |           |
| Kruse 3’, 77’ | Marcatori | 16’ Köpke |

| Arbitro: | Schröder |

|                                             |           |                |
| Redondo 45’ Soares 47’ (aut.) Skrzybski 90’ | Marcatori | 86’ Hinterseer |

| Arbitro: | Alt |

|           |           |              |
| Wurtz 87’ | Marcatori | 64’ Grüttner |

### Coppa di Germania
| Arbitro: | Schröder |

|                               |           |                                                 |
| Brenner 51’ (rig.) Bilger 85’ | Marcatori | 1’ Sağlam 3’, 65’, 74’ Hinterseer 87’ Bandowski |

| Arbitro: | Stegemann |

|                      |           |  |
| Michel 7’ Wassey 85’ | Marcatori |  |

## Statistiche

### Statistiche di squadra
| Competizione      | Punti | In casa | In casa | In casa | In casa | In casa | In casa | In trasferta | In trasferta | In trasferta | In trasferta | In trasferta | In trasferta | Totale | Totale | Totale | Totale | Totale | Totale | DR |
| Competizione      | Punti | G       | V       | N       | P       | Gf      | Gs      | G            | V            | N            | P            | Gf           | Gs           | G      | V      | N      | P      | Gf     | Gs     | DR |
| ----------------- | ----- | ------- | ------- | ------- | ------- | ------- | ------- | ------------ | ------------ | ------------ | ------------ | ------------ | ------------ | ------ | ------ | ------ | ------ | ------ | ------ | -- |
| 2. Bundesliga     | 48    | 17      | 8       | 5       | 4       | 22      | 16      | 17           | 5            | 4            | 8            | 15           | 24           | 34     | 13     | 9      | 12     | 37     | 40     | -3 |
| Coppa di Germania | -     | 0       | 0       | 0       | 0       | 0       | 0       | 2            | 1            | 0            | 1            | 5            | 4            | 2      | 1      | 0      | 1      | 5      | 4      | +1 |
| Totale            | -     | 17      | 8       | 5       | 4       | 22      | 16      | 19           | 6            | 4            | 9            | 20           | 28           | 36     | 14     | 9      | 13     | 42     | 44     | -2 |

### Andamento in campionato
| Giornata  | 1  | 2  | 3  | 4  | 5  | 6  | 7  | 8  | 9  | 10 | 11 | 12 | 13 | 14 | 15 | 16 | 17 | 18 | 19 | 20 | 21 | 22 | 23 | 24 | 25 | 26 | 27 | 28 | 29 | 30 | 31 | 32 | 33 | 34 |
| --------- | -- | -- | -- | -- | -- | -- | -- | -- | -- | -- | -- | -- | -- | -- | -- | -- | -- | -- | -- | -- | -- | -- | -- | -- | -- | -- | -- | -- | -- | -- | -- | -- | -- | -- |
| Luogo     | C  | T  | T  | C  | T  | C  | T  | C  | T  | C  | T  | C  | T  | C  | T  | C  | T  | T  | C  | C  | T  | C  | T  | C  | T  | C  | T  | C  | T  | C  | T  | C  | T  | C  |
| Risultato | P  | N  | P  | V  | V  | P  | P  | V  | P  | V  | P  | N  | N  | N  | N  | V  | V  | P  | P  | P  | P  | V  | P  | N  | V  | N  | V  | V  | V  | V  | N  | V  | P  | N  |
| Posizione | 14 | 12 | 15 | 12 | 12 | 12 | 14 | 11 | 13 | 11 | 13 | 13 | 14 | 14 | 15 | 13 | 9  | 12 | 13 | 14 | 14 | 14 | 14 | 15 | 14 | 15 | 13 | 8  | 7  | 6  | 6  | 6  | 6  | 6  |

Legenda:

Luogo: C = Casa; T = Trasferta. Risultato: V = Vittoria; N = Pareggio; P = Sconfitta.

### Statistiche dei giocatori
| Giocatore      | 2. Bundesliga | 2. Bundesliga | 2. Bundesliga | 2. Bundesliga | Coppa di Germania | Coppa di Germania | Coppa di Germania | Coppa di Germania | Totale   | Totale | Totale      | Totale     |
| Giocatore      | Presenze      | Reti          | Ammonizioni   | Espulsioni    | Presenze          | Reti              | Ammonizioni       | Espulsioni        | Presenze | Reti   | Ammonizioni | Espulsioni |
| -------------- | ------------- | ------------- | ------------- | ------------- | ----------------- | ----------------- | ----------------- | ----------------- | -------- | ------ | ----------- | ---------- |
| F. Dornebusch  | 9             | 0             | 0             | 0             | 1                 | 0                 | 0                 | 0                 | 10       | 0      | 0           | 0          |
| M. Kompalla    | -             | -             | -             | -             | -                 | -                 | -                 | -                 | -        | -      | -           | -          |
| F. Kraft       | -             | -             | -             | -             | -                 | -                 | -                 | -                 | -        | -      | -           | -          |
| M. Riemann     | 26            | 0             | 2             | 0             | 1                 | 0                 | 0                 | 0                 | 27       | 0      | 2           | 0          |
| T. Baack       | -             | -             | -             | -             | -                 | -                 | -                 | -                 | -        | -      | -           | -          |
| J. Bandowski   | 6             | 1             | 3             | 0             | 1                 | 1                 | 0                 | 0                 | 7        | 2      | 3           | 0          |
| S. Celozzi     | 26            | 0             | 3             | 0             | 1                 | 0                 | 0                 | 0                 | 27       | 0      | 3           | 0          |
| D. Soares      | 30            | 0             | 5             | 0             | 2                 | 0                 | 1                 | 0                 | 32       | 0      | 6           | 0          |
| P. Fabian      | 21            | 0             | 5             | 0             | 2                 | 0                 | 1                 | 0                 | 23       | 0      | 6           | 0          |
| J. Gyamerah    | 24            | 0             | 1             | 0             | 1                 | 0                 | 0                 | 1                 | 25       | 0      | 1           | 1          |
| L. Hemmerich   | 7             | 0             | 1             | 0             | 1                 | 0                 | 0                 | 0                 | 8        | 0      | 1           | 0          |
| M. Leitsch     | 10            | 0             | 1             | 0             | 1                 | 0                 | 0                 | 0                 | 11       | 0      | 1           | 0          |
| S. Lorenz      | -             | -             | -             | -             | -                 | -                 | -                 | -                 | -        | -      | -           | -          |
| T. Perthel     | -             | -             | -             | -             | -                 | -                 | -                 | -                 | -        | -      | -           | -          |
| U. Bapoh       | -             | -             | -             | -             | -                 | -                 | -                 | -                 | -        | -      | -           | -          |
| T. Eisfeld     | 18            | 1             | 2             | 1             | 1                 | 0                 | 0                 | 0                 | 19       | 1      | 2           | 1          |
| T. Hoogland    | 26            | 0             | 3             | 0             | 1                 | 0                 | 1                 | 0                 | 27       | 0      | 4           | 0          |
| V. Janelt      | 13            | 0             | 4             | 0             | -                 | -                 | -                 | -                 | 13       | 0      | 4           | 0          |
| R. Kruse       | 30            | 7             | 3             | 0             | 1                 | 0                 | 0                 | 0                 | 31       | 7      | 3           | 0          |
| A. Losilla     | 31            | 0             | 7             | 1             | 1                 | 0                 | 0                 | 0                 | 32       | 0      | 7           | 1          |
| P. Ochs        | 5             | 0             | 1             | 0             | -                 | -                 | -                 | -                 | 5        | 0      | 1           | 0          |
| G. Sağlam      | 4             | 0             | 0             | 0             | 1                 | 1                 | 0                 | 0                 | 5        | 1      | 0           | 0          |
| S. Sam         | 23            | 0             | 3             | 0             | 1                 | 0                 | 0                 | 0                 | 24       | 0      | 3           | 0          |
| K. Stöger      | 30            | 4             | 9             | 0             | 2                 | 0                 | 1                 | 0                 | 32       | 4      | 10          | 0          |
| R. Tesche      | 18            | 1             | 5             | 0             | -                 | -                 | -                 | -                 | 18       | 1      | 5           | 0          |
| J. Tomas       | -             | -             | -             | -             | -                 | -                 | -                 | -                 | -        | -      | -           | -          |
| S. Gündüz      | 17            | 0             | 3             | 0             | 1                 | 0                 | 0                 | 0                 | 18       | 0      | 3           | 0          |
| L. Hinterseer  | 31            | 14            | 2             | 1             | 2                 | 3                 | 0                 | 0                 | 33       | 17     | 2           | 1          |
| J. Serra       | 12            | 0             | 0             | 0             | -                 | -                 | -                 | -                 | 12       | 0      | 0           | 0          |
| J. Wurtz       | 27            | 1             | 2             | 1             | 2                 | 0                 | 0                 | 0                 | 29       | 1      | 2           | 1          |
| F. Bastians    | 16            | 4             | 1             | 0             | 2                 | 0                 | 1                 | 0                 | 18       | 4      | 2           | 0          |
| D. Diamantakos | 9             | 2             | 1             | 0             | 1                 | 0                 | 1                 | 0                 | 10       | 2      | 2           | 0          |
| A. Merkel      | 2             | 0             | 0             | 0             | 1                 | 0                 | 1                 | 0                 | 3        | 0      | 1           | 0          |
| P. Mlapa       | 2             | 0             | 0             | 0             | -                 | -                 | -                 | -                 | 2        | 0      | 0           | 0          |